# Aaliyah
Aaliyah Dana Haughton (ur. 16 stycznia 1979 w Nowym Jorku, zm. 25 sierpnia 2001 na Bahamach) – amerykańska piosenkarka R&B i aktorka.

## Życiorys
Urodziła się na Brooklynie w Nowym Jorku, a dorastała w Detroit w stanie Michigan. Jej imię w języku arabskim oraz hebrajskim oznacza najwyższa, najbardziej egzaltowana, najlepsza, a drugie imię „Dana” zostało nadane artystce przez babcię ze strony matki Mintis L. Hicks Hankerson. Wraz ze swoim starszym bratem Rashadem Haughtonem została wychowana jako katoliczka. Była Afroamerykanką, po swojej babci miała także domieszkę indiańskiej krwi. Matka Aaliyah, Diane Haughton, także była piosenkarką i odkryła talent wokalny córki.
Początki kariery muzycznej Aaliyah sięgają 1990, kiedy to wzięła udział w programie telewizyjnym Star Search, wykonując na castingach ulubioną piosenkę swojej mamy „My Funny Valentine”. Mimo że nie wygrała programu, to pozostawiła po sobie dobre wrażenie i dalej szlifowała umiejętności wokalne. Kolejnym etapem w jej karierze było kilka koncertów na scenie w Las Vegas u boku swojej ciotki, Gladys Knight. Mężem Gladys był Barry Hankerson – menedżer, producent muzyczny oraz założyciel i szef wytwórni Blackground Records, z którą później związała się Aaliyah. Jako młoda nastolatka Aaliyah uczęszczała do szkoły Detroit High School for the Fine and Performing Arts, którą ukończyła na kierunku „taniec”, mając średnią ważoną (GPA) 4.0.

## Kariera muzyczna
W 1992 zaczęła pracę nad swym debiutanckim albumem, z pomocą starszego od niej o ponad 10 lat piosenkarza i kompozytora R. Kelly’ego, którego rzekomo poślubiła w 1994, mając 15 lat. Aaliyah oficjalnie zaprzeczyła tym plotkom w wywiadzie dla stacji MTV. Jednak według dokumentów hrabstwa Cook w Illinois, artyści byli małżeństwem przez dwa miesiące. Pierwszy album Aaliyah pt. Age Ain’t Nothing but a Number został wydany w 1994, uzyskał bardzo pochlebne opinie i zdobył w Stanach Zjednoczonych status platynowej płyty. Następna płyta, wydana 27 sierpnia 1996 One in a Million, również zyskała status podwójnej platyny. Singiel o tym samym tytule co płyta dotychczas pozostaje jednym z najbardziej rozpoznawalnych hitów piosenkarki. Singiel „4 page letter” również odniósł niemały sukces.
W 1997 zadebiutowała jako aktorka występami w serialu Ulice Nowego Jorku (New York Undercover), w którym zagrała samą siebie. Również w 1997 zaśpiewała w filmie animowanym Anastazja piosenkę „Journey to the Past”, która została nominowana do Oscara, a rok później – przebojową piosenkę „Are You That Somebody”, wchodzącą w skład ścieżki dźwiękowej do filmu Dr Dolittle. Utwór największy sukces uzyskał w Nowej Zelandii, gdzie przez bardzo długi czas utrzymywał się na liście przebojów, dochodząc do szczytu tego notowania.
W 2000 zagrała jedną z główną ról w filmie Romeo musi umrzeć (ang. Romeo Must Die), w którym wystąpiła jako Trish O’Day, córka bossa jednego z gangów. Ponadto nagrała cztery piosenki – „Try Again”, „Come Back in One Piece” (z udziałem DMX-a), „Are You Feelin’ Me” oraz „I Don’t Wanna” – na ścieżkę dźwiękową do filmu. Film okazał się komercyjnym sukcesem, tylko w pierwszym tygodniu wyświetlania film zarobił 18 mln dol., a łączny zysk z ekranizacji tego filmu wyniósł w USA ponad 55 mln dol. Również w 2000 zrealizowała teledysk do piosenki „Try Again”, która stała się największym przebojem w dorobku Aaliyah. Piosenka dotarła do piątego miejsca list przebojów w Stanach Zjednoczonych, Norwegii, Niemczech, Kanadzie, Islandii oraz Wielkiej Brytanii, natomiast w Holandii piosenka doszła nawet do Top3 notowań list przebojów. W Australii piosenka dotarła do ósmego miejsca list przebojów. Mimo że singiel został wydany na początku 2000, to do jego końca utrzymał się w pierwszej 15 list przebojów na Billboard Hot 100, kończąc rok na 12. pozycji.
W kwietniu 2001 wydała singiel „We Need a Resolution”, który nagrała we współpracy z Timbalandem. Pomimo kreatywnego teledysku i nowoczesnego, tajemniczego brzmienia kompozycja ta spotkała się ze średnim sukcesem komercyjnym, docierając do 20 miejsca list przebojów w Wielkiej Brytanii. W rankingu Slant Magazine’s, podsumowującym rok 2001, piosenka została uznana za ósmy najlepszy singiel tego roku, a teledysk do niej – za szósty najlepszy.
Latem 2001 wydała trzeci album pt. Aaliyah.
W sierpniu 2001 wracała z nagrywania teledysku do piosenki „Rock the Boat” z wysp Abaco, na Bahamach. Cessna 402B, którą leciała, rozbiła się 61 m (200 ft) od pasa startowego. Zginęło 8 pasażerów (w tym Aaliyah) i pilot Luis Morales III. Według dochodzeń biura koronera na Bahamach, Aaliyah zmarła od poważnych oparzeń ciała i urazu głowy. Dalsze śledztwo prowadzone przez NTSB wskazuje na to, że pilot Luis Morales III nie miał kwalifikacji do pilotażu samolotu tego typu - miał sfałszowaną licencję FAA. Dodatkowo wykryto u niego obecność kokainy oraz alkoholu. Według śledczych samolot piosenkarki mógł być przeładowany o 320 kg (700 lb). Co więcej, dalsze dochodzenie dowiodło, że pilot został zatrudniony cztery godziny przed startem samolotu.
Aaliyah została pochowana 31 sierpnia 2001 na Ferncliff Cemetery and Mausoleum w Hartsdale w stanie Nowy Jork.
W 2002 ukazała się pośmiertna płyta artystki pt. I Care 4 U, która odniosła duży sukces. Sześć miesięcy po śmierci piosenkarki premierę miał horror Królowa potępionych (ang. Queen of the Damned), w którym wcieliła się w postać Akashy, królowej wampirów. Miała również zagrać postać Zee w drugiej i trzeciej części Matrixa, przed śmiercią zdążyła nakręcić część scen. Producenci filmu stwierdzili jednak, że materiału jest za mało i, mimo ostrego sprzeciwu fanów, ostatecznie rolę Zee powierzono Nonie Gaye. Aaliyah dostała także propozycję roli Brendy Meeks w komedii Straszny film (ang. Scary Movie), jednak odmówiła i ostatecznie jej rolę objęła aktorka Regina Hall. Była również pierwszym wyborem producentów do zagrania tytułowej roli w pierwszej części kultowej serii filmów Honey, jednak śmierć artystki zmusiła producentów do odnalezienia innej odtwórczyni głównej roli, a została nią Jessica Alba. Po wznowieniach albumów Aaliyah i One in a Million wydano trzypłytową publikację Ultimate Aaliyah, zawierającą m.in. film dokumentalny o życiu artystki.

## Dyskografia
- 1994 Age Ain’t Nothing but a Number
- 1996 One in a Million
- 2001 Aaliyah
- 2002 I Care 4 U
- 2005 Ultimate Aaliyah

## Filmografia
- Ulice Nowego Jorku
- Romeo musi umrzeć (2000)
- Królowa potępionych (2002)

## Wideografia
- Age Ain’t Nothing but a Number (1994–1995)
  - Back & Forth
  - At Your Best (You Are Love) (Remix)
  - Age Ain’t Nothing but a Number
  - Down with the Clique
- One in a Million (1996–1997)
  - If Your Girl Only Knew
  - One in a Million
  - Got to Give It Up
  - 4 Page Letter
  - Hot like Fire (Timbaland’s Groove Mix)
  - The One I Gave My Heart To (Radio Version)
- Aaliyah (2001–2002)
  - We Need a Resolution
  - Rock the Boat
  - More Than a Woman
  - I Care 4 U
- I Care 4 U (2002–2003)
  - Miss You
  - Don’t Know What to Tell Ya
  - Got To Give It Up (New Remix)
- Soundtracki (1997–2000)
  - The Thing I Like
  - One In A Million (Remix)
  - Journey to the Past
  - Are You That Somebody?
  - Try Again
  - Come Back in One Piece
- Inne (1994–2000)
  - Summer Bunnies (R. Kelly featuring Aaliyah)
  - I Need You Tonight (Junior M.A.F.I.A. featuring Aaliyah)
  - One More Chance / Stay With Me (The Notorious B.I.G.)
  - Freedom (Various Artists featuring Aaliyah)
  - Crush On You (Lil’ Kim featuring Lil’ Cease)
  - Up Jumps Da Boogie (Timbaland & Magoo feauring Missy Elliott & Aaliyah)
  - Luv 2 Luv Ya (Timbaland & Magoo featuring Shaunta Montegomery)
  - Make It Hot (Nicole Wray featuring Missy Elliott & Mocha)
  - Here We Come (Timbaland featuring Magoo & Missy Elliott)
  - Holiday (Naughty By Nature)
  - We At It Again (Timbaland & Magoo featuring Static & introducing Sebastian)

## Nagrody i wyróżnienia
- American Music Awards
  - 1995, Favorite Soul/R&B New Artist (Nominacja)
  - 1999, Favorite Soul/R&B Female Artist (Nominacja)
  - 2002, Favorite Soul/R&B Female Artist (Zwyciężczyni)
  - 2002, Favorite Soul/R&B Album: Aaliyah (Zwyciężczyni)
  - 2003 (Listopad), Favorite Soul/R&B Female Artist (Zwyciężczyni)
- BET Awards
  - 2001, Best Actress: Romeo Must Die (Nominacja)
  - 2001, Best Female R&B Artist (Nominacja)
  - 2002, Best Actress: Queen of the Damned (Nominacja)
  - 2002, Best Female R&B Artist (Nominacja)
  - 2002, Video of the Year: Rock the Boat (Nominacja)
  - 2002, Viewer’s Choice: Rock The Boat (Nominacja)
- Billboard-AURN R&B/Hip-Hop Awards
  - 2002, Top R&B/Hip-Hop Artist (Nominacja)
  - 2002, Top Female R&B/Hip-Hop Artist (Nominacja)
  - 2002, Top R&B/Hip-Hop Singles Artist (Nominacja)
  - 2002, Top R&B/Hip-Hop Single: Rock The Boat (Nominacja)
  - 2002, Top R&B/Hip-Hop Single – Airplay: Rock The Boat (Nominacja)
  - 2003, Top R&B/Hip-Hop Artist (Nominacja)
  - 2003, Top Female R&B/Hip-Hop Artist (Zwyciężczyni)
  - 2003, Top R&B/Hip-Hop Singles Artist (Nominacja)
  - 2003, Top R&B/Hip-Hop Single – Airplay: Miss You (Nominacja)
- Grammy Awards
  - 1999, Best R&B Vocal Performance – Female: Are You That Somebody? (Nominacja)
  - 2001, Best R&B Vocal Performance – Female: Try Again (Nominacja)
  - 2002, Best R&B Album: Aaliyah (Nominacja)
  - 2002, Best R&B Vocal Performance – Female: Rock the Boat (Nominacja)
  - 2003, Best R&B Vocal Performance – Female: More than a Woman (Nominacja)
- Icon Israeli Musical Artist Award
  - 2004, Best Selling International Female Artist of The Year (Nagroda Honorowa)
- MOBO Awards
  - 2002, Best Video: More than a Woman (Zwyciężczyni)
- MTV Europe Awards
  - 2000, Best R&B Artist (Nominacja)
- MTV Video Music Awards
  - 1999, Best R&B Video: Are You That Somebody? (Nominacja)
  - 1999, Best Video from a Film: Are You That Somebody? (Nominacja)
  - 2000, Best Female Video: Try Again (Zwyciężczyni)
  - 2000, Best Video From Film: Try Again (Zwyciężczyni)
  - 2000, Best Choreography: Try Again (Nominacja)
  - 2002, Best R&B Video: Rock the Boat (Nominacja)
  - 2003, Best R&B Video: Miss You (Nominacja)
- NAACP Image Awards
  - 1999, Outstanding Music Video: Are You That Somebody (Nominacja)
  - 2001, Outstanding Music Video: Try Again (Nominacja)
  - 2002, Outstanding Female Artist (Zwyciężczyni)
  - 2002, Outstanding Album: Aaliyah (Nominacja)
  - 2002, Outstanding Music Video:  Rock The Boat (Nominacja)
- NME Awards
  - 2002, Best R&B/Soul Act (Zwyciężczyni)
- Prestige Awards
  - 2002, Entertainer of the Year (Nagroda Honorowa)
- Soul Train Lady of Soul Awards
  - 1995, Best R&B/Soul New Artist: Back & Forth (Nominacja)
  - 1999, Best R&B/Soul Song: Are You That Somebody? (Nominacja)
  - 1999, Best R&B/Soul or Rap Music Video: Are You That Somebody? (Nominacja)
  - 2000, Best R&B/Soul Single: Try Again (Nominacja)
  - 2000, Best R&B/Soul or Rap Music Video: Try Again (Nominacja)
  - 2001, Best R&B/Soul or Rap Song of the Year: Try Again (Nominacja)
  - 2002, Best R&B/Soul Album of The Year: Aaliyah (Nominacja)
  - 2002, Best R&B/Soul Single: Rock the Boat (Zwyciężczyni)
  - 2002, Best R&B/Soul or Rap Song of the Year: Rock the Boat (Zwyciężczyni)
  - 2002, Best R&B/Soul or Rap Video of The Year: Rock The Boat (Nominacja)
- Soul Train Music Awards
  - 1995, Best R&B/Soul or Rap New Artist (Nominacja)
  - 1995, Best Female R&B/Soul Album: Age Ain’t Nothing But A Number (Nominacja)
  - 1997, Best Female R&B/Soul Album: One In A Million (Nominacja)
  - 1998, Best Female R&B/Soul Single: One in a Million (Nominacja)
  - 2002, Best Female R&B/Soul Album: Aaliyah (Nominacja)
  - 2002, Best R&B/Soul or Rap Album of the Year: Aaliyah (Nominacja)
  - 2002, Best Female R&B/Soul Single: Rock the Boat (Zwyciężczyni)
- Source Awards
  - 2003, Female R&B Artist of the Year (Nominacja)
- World Music Award
  - 2001, World’s Best Selling R&B Artist (Nominacja)
  - 2002, World’s Best Selling Female R&B Artist (Zwyciężczyni)